# Полковский, Валерий Владимирович
Валерий Владимирович Полковский (род. 2 июля 1939) — советский гребец. Почётный мастер спорта СССР

## Биография
Начал заниматься академической греблей в 1957 году. Первый тренер — Игорь Константинович Чекин. Занимался в спортивном обществе «Трудовые резервы» из Ленинграда. Чемпион СССР среди юношей 1957 года (в двойке с Владимиром Смирновым).
С 1958 года — представитель общества «Динамо», где его тренером был Эдуард Лин. Дважды становился чемпионом СССР в четвёрке без рулевого (1963, 1963). Также в его активе четыре серебра советского первенства: 1961 и 1962 — четвёрка без рулевого, 1965 — двойка с рулевым, 1966 — двойка без рулевого.
На чемпионате мира 1962 года в Швейцарии вместе со Смирновым и Рудаковым (рулевой) завоевал бронзовую медаль в двойке с рулевым.
Побеждал на международной регате в Дуйсбурге в 1963 году.
Завершил карьеру в академической гребле в 1966 году, после чего перешёл на греблю на ялах.
Выпускник ремесленного училища (1955—1957) и индустриального техникума при Трудовых резервах (1958—1962). Окончил Ленинградское художественно-промышленное училище им. В. И. Мухиной.
Занимался изобразительным искусством. Художник-портретист.